# Axiopoeniella
Axiopoeniella is een geslacht van vlinders van de familie spinneruilen (Erebidae), uit de onderfamilie Arctiinae.

## Soorten
- A. lasti Rothschild, 1910
- A. laymerisa (Grandidier, 1867)
- A. octocentra Vári, 1964